# Astracantha bethlehemitica
Astracantha bethlehemitica (Boiss.) Podl. – gatunek roślin z rodziny bobowatych (Fabaceae). Nazwa naukowa według The Plant List, w innych ujęciach taksonomicznych gatunek ten opisywany jest jako Astragalus bethlehemiticus Boiss (gatunek traganka).

## Morfologia i biologia
Niewielki krzew o wysokości do 40 cm. Rośnie na półwyspie Synaj na suchych zboczach gór oraz na północ od Synaju, na wysokości 1200-2100 m. Jest przystosowany do warunków pustynnych. W czasie pory suchej traci liście, ale pozostają po nich osadki o długości 4–6 cm, przypominające kolce, które są ostro zakończone i twarde, skutecznie odstraszając zwierzęta roślinożerne przed zjadaniem pędów. Ponadto roślina ta w korzeniach gromadzi płynną, gumowatą substancję z ziarenkami o średnicy 2–10 mm.

## Znaczenie
Gumowatą substancję  wydziela  w okresie od czerwca do nadejścia pory deszczowej. Jest to tzw. tragakanta (guma tragankowa), która wycieka z korzenia po głębokim, podłużnym nacięciu. Początkowo jest płynna, jednak po jednym do kilku dni twardnieje. Jest jadalna.  Używana przy produkcji kremów i w przemyśle spożywczym.
Guma tragankowa znana była już w czasach biblijnych. Według badaczy roślin biblijnych gatunki Astracantha bethlehemitica i Astracantha gummifera to rośliny dwukrotnie wymienione w biblijnej Księdze Rodzaju jako wonne korzenie. Znajdują się w darach niesionych przez braci Józefa do Egiptu (Rdz 37,25; 43,11) i obydwa występowały w Palestynie w czasach biblijnych.
Duże zapotrzebowanie na gumę tragankową sprawiło, że traganki na Bliskim Wschodzie zostały silnie przetrzebione i obecnie podlegają prawnej ochronie.